# Anelaphus panamensis
Anelaphus panamensis là một loài bọ cánh cứng trong họ Cerambycidae.